# Varmeveksler
 "Radiator" omdirigeres hertil. For andre betydninger af Radiator, se Radiator (flertydig).
En varmeveksler er en komponent som er designet til effektivt at overføre varme fra et medium til et andet, separeret af en plade/væg så de to medier ikke kan komme i direkte kontakt og dermed ikke kan blandes.

## Radiator
En radiator er en varmevekslertype som hovedsageligt afhænder sin varme (udstråling) eller optager varme (indstråling) via varmestråling, men i praksis afhænder mange praktiske radiatorer varmen via konvektion. Eksempler: solvarmepanel, til dels en traditionel husradiator. I praksis er radiatorer en varmevekslertype som "blot" får tilført/fraført varme via væske. Eksempler: solvarmepanel og en traditionel husradiator.

## Konvektor
En konvektor er en varmevekslertype som hovedsageligt afhænder sin varme eller optager varme via konvektion. Gas eller væskestrømmene kan enten selv forårsage strøm via Arkimedes princip – eller via pumper. I praksis er konvektorer en varmekilde (f.eks. gasblus), som ikke "blottes".
- F.eks. får en traditionel husradiator pumpet varmt vand ind foroven og ud kommer afkølet vand i bunden. Kold luft "står" om husradiatoren og opvarmes, under opadgående passage, af husradiatoren. Jo højere luften kommer op og mellem varmelamellerne – jo varmere luft. Jo varmere luft – jo mindre massefylde. Jo mindre relativ massefylde jo større opdrift i forhold til den koldere luft længere væk fra radiatoren. Alt i alt fungerer en husradiator hovedsageligt som en modstrømsvarmeveksler.

## Anvendelse
Varmevekslere anvendes bl.a. til rumopvarmning, køling, air conditioning, kraftvarmeværker, kemisk industri, olieindustri, raffinaderier, skibsfart (varmeveksler til turbolader på dieselmotorer) og naturgas processering.
Et almindelig eksempel er varmeveksleren i bilens køler, som gennemstrømmes af bilmotorens varme kølemiddel, som overfører varmen til kølerens passerende luft.
Et andet eksempel på en varmeveksler er en termodynamisk kondensator.
Varmeveksler bruges meget i industrielle formål for at opnå en større miljøvenlighed og for at være mest muligt energiøkonomiske med produktionen. En industriel varmeveksler muliggør udveksling af varmeenergi mellem materialer. Varmevekslere har utrolig mange anvendelsesmuligheder, men anvendes ofte i industrien til temperaturregulering af industrielle systemer.